# Aschnaoonops aschnae
Espèce
Aschnaoonops aschnae est une espèce d'araignées aranéomorphes de la famille des Oonopidae.

## Distribution
Cette espèce est endémique du Suriname.

## Description
Le mâle holotype mesure 1,8 mm.

## Étymologie
Cette espèce est nommée en l'honneur d'Aschna, la fille de l'entomologiste néerlandais Dewanand Makhan.

## Publication originale
- Makhan & Ezzatpanah, 2011 : Aschnaoonops aschnae gen. et sp. nov. from Suriname (Araneae: Oonopidae). Calodema, vol. 131, p. 1-4 (texte intégral).